# 1045 Avenue of the Americas
1045 Avenue of the Americas alternativt 7 Bryant Park är en skyskrapa som ligger utmed gatan Avenue of the Americas/Sixth Avenue på Manhattan i New York, New York i USA.
Byggnaden uppfördes mellan 2013 och 2015 som en fastighet för kontorsverksamhet. Den är 137,2 meter hög och har 28 våningar.